# Edgemont
Edgemont is een plaats (city) in de Amerikaanse staat South Dakota, en valt bestuurlijk gezien onder Fall River County.

## Demografie
Bij de volkstelling in 2000 werd het aantal inwoners vastgesteld op 867.
In 2006 is het aantal inwoners door het United States Census Bureau geschat op 810, een daling van 57 (-6,6%).

## Geografie
Volgens het United States Census Bureau beslaat de plaats een oppervlakte van
2,6 km², geheel bestaande uit land. Edgemont ligt op ongeveer 1054 m boven zeeniveau.

## Plaatsen in de nabije omgeving
De onderstaande figuur toont nabijgelegen plaatsen in een straal van 52 km rond Edgemont.

## Toerisme
In de zomer kan men gebruikmaken van verschillende routes voor bergwandelen, mountainbiken en paardrijden in de Black Hills. De George S. Mickelson Trail start in Deadwood en loopt door de Black Hills naar Edgemont.